# Hein (Familienname)
Hein ist ein Familienname.

## Namensträger

### A
- Albert Hein (der Ältere) (1571–1636), deutscher Rechtswissenschaftler und Diplomat
- Alfred Hein (1914–1971), deutscher Politiker (GB/BHE, GDP, CDU)
- Alfred Hein (Schriftsteller) (Pseudonym Julius Beuthen; 1894–1945), deutscher Schriftsteller
- Alois Raimund Hein (1852–1937), österreichischer Maler, Autor und Vereinsgründer
- Andreas Hein (* 1967), deutscher Politiker (CDU)
- Andreas Hein (Leichtathlet) (* 1972), deutscher Leichtathlet
- Anton Hein (1854–1926), österreichischer Ingenieur und Architekt
- August Hein (1888–1944), deutscher Gewerkschafter, Politiker, Genossenschaftler

### B
- Bastian Hein (* 1974), deutscher Zeithistoriker
- Bettina Hein (* 1974), deutsche Unternehmerin
- Bianca Hein (* 1975), deutsche Schauspielerin
- Birgit Hein (1942–2023), deutsche Filmemacherin
- Bryan Hein (* 2001), deutscher Fußballspieler
- Burghard Hein (1944–2014), deutscher Mykologe

### C
- Christa Hein (* 1955), deutsche Schriftstellerin
- Christian Hein (* 1982), deutscher Schwimmer
- Christiane Hein (1944–2002), deutsche Filmregisseurin, Dramaturgin und Redakteurin
- Christoph Hein (* 1944), deutscher Schriftsteller, Übersetzer und Essayist
- Christoph Hein (Journalist) (* 1960), deutscher Wirtschaftsjournalist und Auslandskorrespondent
- Claudia Hein (* 1979), deutsche Schauspielerin
- Corinna Hein (* 1983), deutsche Kunstradfahrerin, siehe Corinna Biethan

### D
- Dieter Hein (* 1951), deutscher Historiker
- Dietrich von Hein (1925–2007), deutscher Tierarzt und Offizier

### E
- Eckhard Hein (* 1963), deutscher Ökonom
- Edmund Hein (1940–2022), deutscher Volkswirt und Politiker (CDU)
- Eduard Hein (1849–1917), deutscher Landschaftsmaler der Düsseldorfer Schule
- Edy Hein (1929–2006), luxemburgischer Radrennfahrer
- Erich Hein (1914–1992), deutscher Mediziner und Beamter
- Erika Hein, geborene Hoer (* 1939), deutsche Schriftstellerin
- Ernst Hein (1887–1950), deutscher Verwaltungsjurist und Kommunalbeamter

### F
- Ferdinand Hein, luxemburgischer Radrennfahrer
- Folkmar Hein (* 1944), deutscher Tonmeister
- Franz von Hein (1808–1890), schlesischer Politiker (Schlesische Volkspartei)
- Franz Hein (Maler) (1863–1927), deutscher Maler, Grafiker und Dichter
- Franz Hein (Chemiker) (1892–1976), deutscher Chemiker
- Franz Hein (Bischof) (1901–1986), deutscher Bischof
- Friedrich Hein (1533–1604), deutscher Rechtswissenschaftler, Hochschullehrer und Bürgermeister
- Fritz Hein (1913–nach 1970), deutscher Maler und Keramiker

### G
- Gary Hein (* 1965), US-amerikanischer Rugby-Union-Spieler
- Gauthier Hein (* 1996), französischer Fußballspieler
- Georg-Willi Hein (1902–1957), deutscher Politiker (CDU)
- Gerhard Hein (1916–2008), deutscher Offizier
- Gerhart Hein (1910–1998), deutscher Maler
- Günter Hein (Schriftsteller) (* 1942), deutscher Schriftsteller
- Günter Hein (* 1947), deutscher Maler
- Günter W. Hein (* 1949), deutscher Geodät und Hochschullehrer

### H
- Hans Hein (* 1955), deutscher Fußballspieler und -trainer
- Harald Hein (1950–2008), deutscher Fechter
- Hartmut Hein (* 1966), deutscher Musikwissenschaftler
- Heidi Hein-Kircher (* 1969), deutsche Historikerin
- Heinrich Hein (1590–1666), livländischer Theologe und Rechtswissenschaftler
- Hendrik Jan Hein (1822–1866), niederländischer Blumen- und Stilllebenmaler
- Herbert Hein (* 1954), deutscher Fußballspieler
- Hermann Hein (* 1962), deutsch-russischer Maler und Glasmaler
- Holly Hein (* 1991), US-amerikanische Fußballspielerin
- Horst Hein (1940–1994), deutscher Politiker (SPD)

### I
- Ina Hein (* 1968), deutsche Japanologin
- Irene Hein (1923–2003), deutsche Gebrauchsgrafikerin und Illustratorin

### J
- Jacob Hein (um 1580–nach 1625), deutscher Organist, Orgelbauer und Schulmeister
- Jakob Hein (* 1971), deutscher Schriftsteller und Arzt
- Jan von Hein (* 1967), deutscher Jurist und Hochschullehrer
- Jeppe Hein (* 1974), dänischer Künstler
- Joachim Hein (1901–1987), deutscher Arzt
- Jochen Hein (* 1960), deutscher Maler
- Johann Josef Hein (1794–1882), deutscher Weingroßhändler und Politiker
- Johannes Hein (1610–1686), deutscher reformierter Theologe
- John Hein (1886–1963), US-amerikanischer Ringer
- Jonas Hein (* 1988), deutscher Musicaldarsteller
- Josef Rosalia Hein (* 1979), deutscher Maler, Bildhauer und Installationskünstler
- Jotun Hein (* 1956), britischer Bioinformatiker
- Jouko Hein (* 1980), estnischer Skispringer
- Jürgen Hein (1942–2014), deutscher Literaturwissenschaftler und Hochschullehrer

### K
- Karl Hein (1908–1982), deutscher Leichtathlet
- Karl Jakob Hein (* 2002), estnischer Fußballtorwart
- Kätlin Hein (* 1985), estnische Fußballspielerin
- Khun Kyaw Zin Hein (* 2002), myanmarischer Fußballspieler
- Klaus Hein (1930–2017), deutscher Chemiker und Hochschullehrer
- Kyaw Hein (* um 1950), burmesischer Schauspieler

### L
- Lena Maier-Hein (* 1980), deutsche Medizininformatiker und Hochschullehrerin
- Lucie Hein (1910–1965), deutsche Politikerin (SED), Oberbürgermeisterin von Frankfurt (Oder)
- Lutz Hein (* 1963), deutscher Mediziner und Pharmakologe

### M
- Manfred Peter Hein (1931–2025), deutscher Schriftsteller und Übersetzer
- Maria Bernadette Hein (* 1958), deutsche Äbtissin
- Mariana Hein (* 1979), brasilianische Schauspielerin
- Markus Hein (* 1972), österreichischer Politiker (FPÖ)
- Martin Hein (* 1954), deutscher Geistlicher, Bischof von Kurhessen-Waldeck
- Martin Hein (General) (* 1959), deutscher Brigadegeneral der Bundeswehr
- Martin Hein (* 1971), deutscher Schlagersänger, siehe Fantasy (Schlagerband)
- Matthias Hein (* 1985), deutscher Koch
- Max Hein (1885–1949), deutscher Historiker und Archivar
- Max Hein-Neufeldt (1874–1953), deutscher Maler
- Mel Hein (1909–1992), US-amerikanischer American-Football-Spieler
- Moritz Hein (* 1985), deutscher Schauspieler

### N
- Nick Hein (* 1984), deutscher Judoka, Mixed-Martial-Arts-Kämpfer und Schauspieler
- Nicola Hein (* 1988), deutscher Gitarrist
- Nicole Hein (* 1996), peruanische Stabhochspringerin
- Nikolaus Hein (1889–1969), luxemburgischer Schriftsteller

### O
- Oliver Hein (Fußballspieler) (* 1990), deutscher Fußballspieler
- Oliver Hein (Volleyballspieler) (* 1997), deutscher Volleyballspieler
- Oliver Hein-Macdonald, Drehbuchautor
- Otto Hein (1886–1968), deutscher Apotheker und Goethe-Forscher

### P
- Paul Hein (Manager) (1865–1945), deutscher Industriemanager
- Paul Hein (Widerstandskämpfer) (1897–1973), deutscher Widerstandskämpfer
- Peter Hein (Ruderer) (* 1943), deutscher Ruderer
- Peter Hein (* 1957), deutscher Musiker
- Piet Hein (1577–1629), niederländischer Freibeuter und Volksheld, siehe Piet Pieterszoon Heyn
- Piet Hein (Wissenschaftler) (1905–1996), dänischer Dichter, Spieleerfinder und Designer

### R
- René Hein (* 1965), deutscher Politiker (AfD)
- Richard Hein (* 1958), monegassischer Autorennfahrer
- Robby Hein (* 1988), deutscher Eishockeyspieler
- Robert Hein (1895–1981), österreichischer Politiker (SDAP)
- Rolf Hein (Fabrikant) (1904–1974), deutscher Chemiker und Spielzeugfabrikant
- Rosemarie Hein (1953–2025), deutsche Politikerin (Die Linke)
- Rudolf Hein (* 1967), deutscher Theologe und Priester

### S
- Selly Hein (1835–1900), deutscher Kaufmann, Fabrikant, Zeitschriften- und Spielkarten-Verleger
- Sigmund Hein (1868–1945), österreichischer Lepidopterologe
- Silvio Hein (1879–1928), US-amerikanischer Komponist
- Stefan Hein (* 1984), deutscher Politiker (AfD)
- Stephan Hein (1590–1643), deutscher lutherischer Theologe und Philologe
- Susanne Komfort-Hein (* 1960), deutsche Germanistin, Literaturwissenschaftlerin und Hochschullehrerin
- Sybille Hein (* 1970), deutsche Kinderbuchautorin, Illustratorin und Designerin

### T
- Thomas Hein (* 1966), deutscher Snookerspieler und -trainer
- Thomas Hein (Hydrobiologe) (* 1968), österreichischer Hydrobiologe und Hochschullehrer
- Thommy Hein, deutscher Musikproduzent

### U
- Udo Hein (1914–1971), deutscher Jurist und Politiker (SPD)
- Ulrich Kuhn-Hein (* vor 1963), deutscher Kochbuchautor
- Ulrike Hein (Bildhauerin) (* 1960), deutsche Bildhauerin und Performance-Künstlerin
- Ulrike Hein-Rusinek (* 1959), deutsche Ärztin, Gesundheitsmanagerin und Publizistin

### V
- Vincent Hein (* 1970), französischer Psychoanalytiker und Schriftsteller

### W
- Walter Hein (1875–um 1913), deutscher Zoologe
- Werner Hein (1933–2018), deutscher Zahnmediziner
- Wilhelm Hein (Orientalist) (1861–1903), österreichischer Orientalist, Ethnograph und Volkskundler
- Wilhelm Hein (Politiker, 1870) (1870–nach 1933), deutscher Politiker (DNVP), MdL Preußen
- Wilhelm Hein (Politiker, 1889) (1889–1958), deutscher Politiker (KPD), MdR
- Wilhelm Hein (Regisseur) (1940–2025), deutscher Regisseur
- Willi Hein (1894–nach 1950), deutscher Politiker (LDPD)
- Wolfgang Hein (Musiker) (1924–1999), deutscher Organist, Komponist und Chorleiter
- Wolfgang Hein (Politikwissenschaftler) (* 1949), deutscher Politikwissenschaftler
- Wolfgang Hein (General) (* 1952), deutscher Brigadegeneral
- Wolfgang-Hagen Hein (1920–2003), deutscher Apotheker und Pharmaziehistoriker
- Wulf Hein (* 1959), deutscher Experimentalarchäologe und Archäotechniker